# Сергеева, Дарья Павловна
Да́рья Па́вловна Серге́ева (род. 1981, Москва, СССР) — мастер ушу и цигун, международный инструктор ушу Илицюань, многократный победитель соревнований по тайцзицюань в различных дисциплинах и других видов единоборств. Чемпион мира 2018 года
	,
	.
Наставник и тренер ряда чемпионов в различных дисциплинах соревнования по тайцзицюань
	
. Первый ученик и инструктор Илицюань, прошедший формализованную программу обучения Илицюань полностью.[значимость факта?]

## Краткая биография
Дарья Павловна Сергеева, 1981 года рождения, завершила обучение по системе Илицюань в 2019 году, под руководством мастера Александра Скалозуба и грандмастера Чин Фансёна. Является инструктором по Илицюань международного класса VI степени, ученик XI уровня. Имеет высшее образование РГСУ, диплом с отличием. Работала инструктором в Детском Гражданско-патриотическом клубе. Преподавала в средней общеобразовательной школе ОБЖ. В 2005 году перешла работать в Федерацию Илицюань.
Занимается боевыми искусствами с подросткового возраста. Был опыт занятий окинавским каратэ. С 2004 года начала профессионально заниматься ушу, став личным учеником мастера Александра Скалозуба. С 2005 года ведёт профессиональную деятельность в области единоборств и боевых искусств.
С 2004 года  выступала на соревнованиях по различным правилам: тайцзицюань, муай тай, ушу-саньшоу. Первый свой семинар по Илицюань провела в Куала-Лумпур, Малайзия. Опыт медитации по системе Илицюань с 2004 года. В 2006 году была принята в традиционную линию передачи грандмастера Чин Фансёна
	
.  За 14 лет спортивной карьеры не проиграла ни одного поединка по во всех видах тайцзитушоу. В 2018 году завершила спортивную карьеру, завоевав на Чемпионате Мира по Тайцзицюань на Тайване четыре золотых медали.
В 2022 году издала книгу «ЗТУ: Записки тупого ученика».[значимость факта?]

## Носитель традиции Илицюань
Является носителем традиции Илицюань (тхуди, букв. «ступающий вслед»)в третьем поколении с 2007 года.
Открыла линию наследования традиции в четвёртом поколении в 2024 году.

## Спортивные достижения
32 золотые медали, 4 серебряных, 3 бронзовых.

### Тайцзицюань таолу
- чемпионка Мира по формам с парным оружием в абсолютной категории и International (VII Чемпионат мира по Тайцзицюань, 2018, Тайвань, Тайбэй)
- чемпионка Мира по традиционным формам (WTKA, Марина Де Каррара, Италия 2010)
- двукратная чемпионка Европы по Традиционным быстрым формам Тайцзицюань (2012 -Линьяно,Италия, 2016 — Россия, Санкт-Петербург)
- двукратная чемпионка «Олимпиады боевых Искусств «Восток-Запад» по таолу (РСБИ,2007-Санкт-Петербург, 2008-Санкт-Петербург)
- серебряный призёр Мира по формам Тайцзи (WTKA, Марина Де Каррара, Италия, 2010)
- серебряный призёр чемпионата Мира по медленным формам  в категории International и диплом за 4-е место в абсолютной категории (VII Чемпионат мира по Тайцзицюань, 2018, Тайвань, Тайбэй)
- серебряный призёр чемпионата Мира по быстрым формам  в категории International и диплом за 4-е место в абсолютной категории (VII Чемпионат мира по Тайцзицюань, 2018, Тайвань, Тайбэй)
- двукратный бронзовый призер Европы по быстрым традиционным формам (TCFE, 2008 — Линчепинг, Швеция, 2010 — Оксфорд, Англия [6])
- бронзовый призер Европы по медленным формам (TCFE, 2016, Россия, Санкт-Петербург)

### Тайцзитуйшоу
- чемпионка Мира по тайцзитуйшоу на месте (VII Чемпионат мира по Тайцзицюань, 2018, Тайвань, Тайбэй)
- чемпионка Мира по тайцзитуйшоу в движении  (VII Чемпионат мира по Тайцзицюань, 2018, Тайвань, Тайбэй)
- шестикратная чемпионка Европы по поединкам Тайзцитуйшоу на месте и в движении (TCFE, 2004 — Санкт-Петербург, Россия, 2006-Париж,Франция, 2008-Линчепинг, Швеция, 2010 -Оксфорд, Англия, 2012 — Линьяно, Италия, 2016 — Россия, Санкт-Петербург)
- шестикратная чемпионка Европы по поединкам Тайзцитуйшоу в движении (TCFE, 2004 — Санкт-Петербург, Россия, 2006-Париж,Франция, 2008-Линчепинг, Швеция, 2010 -Оксфорд, Англия, 2012 — Линьяно, Италия, 2016 — Россия, Санкт-Петербург)
- четырехкратная чемпионка Европы по поединкам Тайцзитушоу в свободном движении (TCFE, 2008 — Линчепинг,Швеция, 2010 — Оксфорд, Англия, 2012 — Линьяно, Италия, 2016 — Россия, Санкт-Петербург)
- обладатель спецприза Чемпионата Европы 2006 по тайцзицюань «За лучшую технику в поединках тайцзитуйшоу в движении» (Париж)
- чемпионка «I Олимпиады боевых искусств «Восток-Запад» по поединкам тайцзитушоу на месте и в движении (РСБИ, 2007-Санкт-Петербург)
- чемпионка турнира «Московские звезды ушу — 2016» по тайцзитуйшоу в движении (ФУР, Москва, Россия, 2016)[7]
- чемпионка Кубка Чжансаньфэна по тайцзитуйшоу (открытый турнир, Москва, 2005)

### Муай тай
- чемпионка Мира по Муай Тай (WTKA, Марина Де Каррара, Италия, 2010)
- чемпионка Кубка Москвы по Муай Тай (МФТБ, Москва, 2008)
- серебряный призер Кубка по тайскому боксу Олимпиады Боевых Искусств Восток-Запад, (Россия, Санкт-Петербург, 2011)

### Саньшоу
- чемпионка «II Олимпиады боевых Искусств «Восток-Запад» по ушу-саньшоу (саньда) (РСБИ, 2008-Санкт-Петербург)
- чемпионка Москвы по ушу-саньда (МФУ, Москва, 2009)